# Słowacja na Letnich Igrzyskach Olimpijskich 2020
Słowację na Letnich Igrzyskach Olimpijskich 2020 reprezentowało 41 zawodników : 27 mężczyzn i 14 kobiet. Był to siódmy start reprezentacji Słowacji na letnich igrzyskach olimpijskich.

## Zdobyte medale[3]
| Medal  | Zawodnik                                          | Dyscyplina          | Konkurencja         | Rezultat       | Data       |
| ------ | ------------------------------------------------- | ------------------- | ------------------- | -------------- | ---------- |
| Złoto  | Zuzana Štefečeková                                | Strzelectwo         | trap kobiet         | 43 pkt         | 29 lipca   |
| Srebro | Jakub Grigar                                      | Kajakarstwo górskie | slalom K-1 mężczyzn | 94,85 pkt      | 30 lipca   |
| Srebro | Rory Sabbatini                                    | Golf                | turniej mężczyzn    | 17 poniżej par | 1 sierpnia |
| Brąz   | Samuel Baláž, Denis Myšák, Erik Vlček, Adam Botek | Kajakarstwo         | K-4 mężczyzn 500 m  | 1:23,534       | 7 sierpnia |

## Skład kadry

### Badminton
| Zawodnik        | Konkurencja        | Faza grupowa                 | Faza grupowa                   | Faza grupowa     | Pozycja | 1/8              | Ćwierćfinały     | Półfinały        | Finał            | Finał   | Źródło            |
| Zawodnik        | Konkurencja        | Przeciwnik Wynik             | Przeciwnik Wynik               | Przeciwnik Wynik | Pozycja | Przeciwnik Wynik | Przeciwnik Wynik | Przeciwnik Wynik | Przeciwnik Wynik | Pozycja | Źródło            |
| --------------- | ------------------ | ---------------------------- | ------------------------------ | ---------------- | ------- | ---------------- | ---------------- | ---------------- | ---------------- | ------- | ----------------- |
| Martina Repiská | gra pojedyncza (k) | Sotomayor 2:0 (21:19, 21:12) | Michelle Li 0:2 (18:21, 16:21) | N\A              | 2.      | NQ               | NQ               | NQ               | NQ               | 15.     | [ 4 ] [ 5 ] [ 6 ] |

### Boks
| Zawodnik      | Konkurencja           | 1/16             | 1/8              | Ćwierćfinał      | Półfinał         | Finał            | Finał   | Źródło |
| Zawodnik      | Konkurencja           | Przeciwnik Wynik | Przeciwnik Wynik | Przeciwnik Wynik | Przeciwnik Wynik | Przeciwnik Wynik | Miejsce | Źródło |
| ------------- | --------------------- | ---------------- | ---------------- | ---------------- | ---------------- | ---------------- | ------- | ------ |
| Andrej Csemez | waga średnia mężczyzn | Prince W 4-0     | Darchinyan P 0-5 | NQ               | NQ               | NQ               | 9.      | [ 7 ]  |

### Gimnastyka
| Zawodniczka      | Konkurencja             | Kwalifikacje | Kwalifikacje | Kwalifikacje | Kwalifikacje | Kwalifikacje | Kwalifikacje | Finał     | Finał     | Finał     | Finał     | Finał | Finał   | Źródło |
| Zawodniczka      | Konkurencja             | Przyrządy    | Przyrządy    | Przyrządy    | Przyrządy    | Razem        | Pozycja      | Przyrządy | Przyrządy | Przyrządy | Przyrządy | Razem | Pozycja | Źródło |
| Zawodniczka      | Konkurencja             | V            | UB           | BB           | F            | Razem        | Pozycja      | V         | UB        | BB        | F         | Razem | Pozycja | Źródło |
| ---------------- | ----------------------- | ------------ | ------------ | ------------ | ------------ | ------------ | ------------ | --------- | --------- | --------- | --------- | ----- | ------- | ------ |
| Barbora Mokošová | wielobój indywidualnie  | 13,333       | 13,333       | 11,700       | 12,833       | 51,199       | 52.          | NQ        | NQ        | NQ        | NQ        | NQ    | NQ      | [ 8 ]  |
| Barbora Mokošová | ćwiczenia na poręczach  | N/A          | 13,333       | N/A          | N/A          | 13,333       | 38.          | NQ        | NQ        | NQ        | NQ        | NQ    | NQ      | [ 8 ]  |
| Barbora Mokošová | ćwiczenia na równoważni | N/A          | N/A          | 11,700       | N/A          | 11,700       | 72.          | NQ        | NQ        | NQ        | NQ        | NQ    | NQ      | [ 8 ]  |
| Barbora Mokošová | ćwiczenia wolne         | N/A          | N/A          | N/A          | 12,833       | 12,833       | 37.          | NQ        | NQ        | NQ        | NQ        | NQ    | NQ      | [ 8 ]  |

### Golf
| Zawodnik       | Konkurencja | Runda 1 | Runda 2 | Runda 3 | Runda 4 | Łącznie | Łącznie | Łącznie | Źródło |
| Zawodnik       | Konkurencja | Wynik   | Wynik   | Wynik   | Wynik   | Wynik   | Par     | Pozycja | Źródło |
| -------------- | ----------- | ------- | ------- | ------- | ------- | ------- | ------- | ------- | ------ |
| Rory Sabbatini | Mężczyźni   | 69      | 67      | 70      | 61      | 267     | - 17    | srebro  | [ 9 ]  |

### Kajakarstwo
| Zawodnik                                       | Konkurencja    | Eliminacje | Eliminacje | Ćwierćfinały | Ćwierćfinały | Półfinały | Półfinały | Finał A/B | Finał A/B  | Pozycja | Źródło |
| Zawodnik                                       | Konkurencja    | Czas       | Pozycja    | Czas         | Pozycja      | Czas      | Pozycja   | Czas      | Pozycja    | Pozycja | Źródło |
| ---------------------------------------------- | -------------- | ---------- | ---------- | ------------ | ------------ | --------- | --------- | --------- | ---------- | ------- | ------ |
| Peter Gelle                                    | K-1 1000 m (m) | 3:42,131   | 2.         | N/A          | N/A          | 3:28,255  | 7.        | 3:28,240  | 6. Finał B | 14.     | [ 10 ] |
| Samuel Baláž Adam Botek                        | K-2 1000 m (m) | 3:13,982   | 3.         | 3:11,458     | 2.           | 3:20,917  | 6.        | 3:21,087  | 2. Finał B | 10.     | [ 10 ] |
| Samuel Baláž Denis Myšák Erik Vlček Adam Botek | K-4 500 m (m)  | 1:21,807   | 2.         | N/A          | N/A          | 1:23,799  | 2.        | 1:23,534  | 3. Finał A | brąz    | [ 10 ] |

### Kajakarstwo górskie
| Zawodnik         | Konkurencja | Eliminacje | Eliminacje | Eliminacje | Eliminacje | Eliminacje | Eliminacje | Półfinały | Półfinały | Finał  | Finał   | Pozycja | Źródło |
| Zawodnik         | Konkurencja | P 1        | M.         | P 2        | M.         | Razem      | M.         | Czas      | Miejsce   | Czas   | Miejsce | Pozycja | Źródło |
| ---------------- | ----------- | ---------- | ---------- | ---------- | ---------- | ---------- | ---------- | --------- | --------- | ------ | ------- | ------- | ------ |
| Jakub Grigar     | K-1 (m)     | 94,37      | 9.         | 92,38      | 8.         | 92,38      | 8.         | 94,27     | 4.        | 94,85  | 2.      | srebro  | [ 11 ] |
| Matej Beňuš      | C-1 (m)     | 99,61      | 2.         | 96,89      | 1.         | 96,89      | 1.         | 106,40    | 9.        | 105,60 | 6.      | 6.      | [ 11 ] |
| Eliška Mintálová | K-1 (k)     | 107,67     | 3.         | 117,55     | 19.        | 107,67     | 8.         | 107,18    | 2.        | 158,36 | 9.      | 9.      | [ 11 ] |
| Monika Škáchová  | C-1 (k)     | 125,65     | 16.        | 116,85     | 11.        | 116,85     | 12.        | 124,87    | 10.       | 129,39 | 9.      | 9.      | [ 11 ] |

### Kolarstwo szosowe
| Zawodnik    | Konkurencja                    | Czas       | Pozycja | Źródło |
| ----------- | ------------------------------ | ---------- | ------- | ------ |
| Juraj Sagan | wyścig ze startu wspólnego (m) | DNF        | DNF     | [ 12 ] |
| Lukáš Kubiš | wyścig ze startu wspólnego (m) | DNF        | DNF     | [ 12 ] |
| Lukáš Kubiš | jazda indywidualna na czas (m) | 1:08:40,46 | 37.     | [ 12 ] |

### Lekkoatletyka
Konkurencje biegowe
| Zawodnik          | Konkurencja           | Eliminacje | Eliminacje | Półfinał | Półfinał | Finał   | Finał   | Źródło |
| Zawodnik          | Konkurencja           | Wynik      | Miejsce    | Wynik    | Miejsce  | Wynik   | Miejsce | Źródło |
| ----------------- | --------------------- | ---------- | ---------- | -------- | -------- | ------- | ------- | ------ |
| Ján Volko         | 100 m (m)             | 10,40      | 7.         | NQ       | NQ       | NQ      | NQ      | [ 13 ] |
| Ján Volko         | 200 m (m)             | 21,21      | 5.         | NQ       | NQ       | NQ      | NQ      | [ 14 ] |
| Miroslav Úradník  | chód na 20 km (m)     | N/A        | N/A        | N/A      | N/A      | 1:29:25 | 41.     | [ 15 ] |
| Matej Tóth        | chód na 50 km (m)     | N/A        | N/A        | N/A      | N/A      | 3:56:23 | 14.     | [ 16 ] |
| Michal Morvay     | chód na 50 km (m)     | N/A        | N/A        | N/A      | N/A      | 4:15:22 | 41.     | [ 16 ] |
| Gabriela Gajanová | 800 m (k)             | 2:01,41    | 7.         | NQ       | NQ       | NQ      | NQ      | [ 17 ] |
| Emma Zapletalová  | 400 m przez płotki(k) | 55,00      | 6.         | 55,79    | 6.       | NQ      | NQ      | [ 18 ] |
| Mária Czaková     | chód na 20 km (k)     | N/A        | N/A        | N/A      | N/A      | 1:41:29 | 45.     | [ 19 ] |

Konkurencje techniczne
| Zawodnik         | Konkurencja     | Kwalifikacje | Kwalifikacje | Finał | Finał   | Źródło |
| Zawodnik         | Konkurencja     | Wynik        | Miejsce      | Wynik | Miejsce | Źródło |
| ---------------- | --------------- | ------------ | ------------ | ----- | ------- | ------ |
| Marcel Lomnický  | rzut młotem (m) | 72,52        | 24.          | NQ    | NQ      | [ 20 ] |
| Martina Hrašnová | rzut młotem (k) | 66,63        | 25.          | NQ    | NQ      | [ 21 ] |

### Łucznictwo
| Zawodnik         | Konkurencja       | Runda rankingowa | Runda rankingowa | 1/32             | 1/16             | 1/8              | Ćwierćfinały     | Półfinały        | Finał            | Finał   | Źródło               |
| Zawodnik         | Konkurencja       | Wynik            | Miejsce          | Przeciwnik Wynik | Przeciwnik Wynik | Przeciwnik Wynik | Przeciwnik Wynik | Przeciwnik Wynik | Przeciwnik Wynik | Pozycja | Źródło               |
| ---------------- | ----------------- | ---------------- | ---------------- | ---------------- | ---------------- | ---------------- | ---------------- | ---------------- | ---------------- | ------- | -------------------- |
| Denisa Baránková | indywidualnie (k) | 655              | 12.              | Pärnat P 4-6     | NQ               | NQ               | NQ               | NQ               | NQ               | 33.     | [ 22 ] [ 23 ] [ 24 ] |

### Pływanie
| Zawodnik           | Konkurencja          | Eliminacje | Eliminacje | Półfinał | Półfinał | Finał | Finał   | Źródło        |
| Zawodnik           | Konkurencja          | Czas       | Miejsce    | Czas     | Miejsce  | Czas  | Miejsce | Źródło        |
| ------------------ | -------------------- | ---------- | ---------- | -------- | -------- | ----- | ------- | ------------- |
| Richard Nagy       | 200 m motylkowym (m) | 2:01,91    | 37.        | NQ       | NQ       | NQ    | NQ      | [ 25 ]        |
| Richard Nagy       | 400 m zmiennym (m)   | 4:18,29    | 23.        | N/A      | N/A      | NQ    | NQ      | [ 26 ] [ 27 ] |
| Andrea Podmaníková | 100 m klasycznym (k) | 1:08,36    | 28.        | NQ       | NQ       | NQ    | NQ      | [ 28 ]        |
| Andrea Podmaníková | 200 m klasycznym (k) | 2:29,56    | 30.        | NQ       | NQ       | NQ    | NQ      | [ 29 ]        |

### Strzelectwo
| Zawodnik                       | Konkurencja                         | Kwalifikacje | Kwalifikacje | Finał  | Finał   | Źródło               |
| Zawodnik                       | Konkurencja                         | Wynik        | Pozycja      | Wynik  | Pozycja | Źródło               |
| ------------------------------ | ----------------------------------- | ------------ | ------------ | ------ | ------- | -------------------- |
| Patrik Jány                    | karabin pneumatyczny (m)            | 630,5        | 4.           | 143,7  | 7.      | [ 30 ] [ 31 ]        |
| Patrik Jány                    | karabin małokalibrowy 3 postawy (m) | 1172-61x     | 13.          | NQ     | NQ      | [ 32 ]               |
| Juraj Tužinský                 | pistolet pneumatyczny (m)           | 570-14x      | 27.          | NQ     | NQ      | [ 33 ]               |
| Zuzana Štefečeková             | trap (k)                            | 125          | 1.           | 43     | złoto   | [ 34 ] [ 35 ]        |
| Danka Barteková                | skeet (k)                           | 118          | 13.          | NQ     | NQ      | [ 36 ]               |
| Erik Varga                     | trap (m)                            | 122+1        | 11.          | NQ     | NQ      | [ 37 ] [ 38 ]        |
| Zuzana Štefečeková Erik Varga  | trap mikst                          | 146 + 11     | 3.           | 42 + 2 | 4.      | [ 39 ] [ 40 ] [ 41 ] |
| Jana Špotáková Marián Kovačócy | trap mikst                          | 144          | 8.           | NQ     | NQ      | [ 39 ] [ 40 ] [ 41 ] |

### Tenis stołowy
| Zawodnik                        | Konkurencja        | Eliminacje       | Runda 1          | Runda 2          | Runda 3          | 1/8 finału                  | Ćwierćfinały     | Półfinały        | Finał            | Finał   | Źródło |
| Zawodnik                        | Konkurencja        | Przeciwnik Wynik | Przeciwnik Wynik | Przeciwnik Wynik | Przeciwnik Wynik | Przeciwnik Wynik            | Przeciwnik Wynik | Przeciwnik Wynik | Przeciwnik Wynik | Pozycja | Źródło |
| ------------------------------- | ------------------ | ---------------- | ---------------- | ---------------- | ---------------- | --------------------------- | ---------------- | ---------------- | ---------------- | ------- | ------ |
| Wang Yang                       | gra pojedyncza (m) | N/A              | N/A              | Powell W 4-0     | Niwa P 0-4       | NQ                          | NQ               | NQ               | NQ               | 17.     | [ 42 ] |
| Barbora Balážová                | gra pojedyncza (k) | N/A              | N/A              | Juan Liu P 0-4   | NQ               | NQ                          | NQ               | NQ               | NQ               | 33.     | [ 43 ] |
| Ľubomír Pištej Barbora Balážová | turniej mieszany   | N/A              | N/A              | N/A              | N/A              | Lebesson Jia Nan Yuan W 3-0 | NQ               | NQ               | NQ               | 9.      | [ 44 ] |

### Tenis ziemny
| Zawodnik                  | Konkurencja | Pierwsza runda                  | Druga runda                          | Trzecia runda                            | Ćwierćfinały     | Półfinały        | Finał            | Finał   | Źródło |
| Zawodnik                  | Konkurencja | Przeciwnik Wynik                | Przeciwnik Wynik                     | Przeciwnik Wynik                         | Przeciwnik Wynik | Przeciwnik Wynik | Przeciwnik Wynik | Pozycja | Źródło |
| ------------------------- | ----------- | ------------------------------- | ------------------------------------ | ---------------------------------------- | ---------------- | ---------------- | ---------------- | ------- | ------ |
| Norbert Gombos            | singiel (m) | Giron P 1-2 (6:7, 6:3, 2:6)     | NQ                                   | NQ                                       | NQ               | NQ               | NQ               | 33.     | [ 45 ] |
| Lukáš Klein               | singiel (m) | Duckworth P 1-2 (7:5, 3:6, 6:7) | NQ                                   | NQ                                       | NQ               | NQ               | NQ               | 33.     | [ 45 ] |
| Lukáš Klein Filip Polášek | debel (m)   | N/A                             | Karacew Miedwiediew W 2-0 (7:5, 6:4) | Krajicek Sandgren P 1-2 (7:6, 2:6, 5:10) | NQ               | NQ               | NQ               | 9.      | [ 46 ] |

### Zapasy
| Zawodnik      | Konkurencja                | 1/8              | Ćwierćfinał      | Półfinał         | Repesaż 1        | Finał            | Finał   | Źródło |
| Zawodnik      | Konkurencja                | Przeciwnik Wynik | Przeciwnik Wynik | Przeciwnik Wynik | Przeciwnik Wynik | Przeciwnik Wynik | Pozycja | Źródło |
| ------------- | -------------------------- | ---------------- | ---------------- | ---------------- | ---------------- | ---------------- | ------- | ------ |
| Boris Makojew | -86 kg mężczyzn styl wolny | Najfonow P 0-6   | NQ               | NQ               | NQ               | NQ               | 14.     | [ 47 ] |